# The Smurfs: A Christmas Carol
The Smurfs: A Christmas Carol es un cortometraje de dibujos animados, basado en la serie de historietas Los Pitufos creada por el autor de tiras cómicas belga Peyo. El corto de animación fue escrito por Todd Berger y dirigida por Troy Quane, y está protagonizada por las voces de George López, Jack Ángel, Melissa Sturm, Fred Armisen, Gary Basaraba, Anton Yelchin y Hank Azaria. La película fue producida por Sony Pictures Animation con la animación por Sony Pictures Imageworks y Duck Studios. Una Navidad con Los Pitufos fue lanzada en DVD el 2 de diciembre de 2011, junto a la película de  Los Pitufos (2011).
El corto es una adaptación de la novela de Charles Dickens A Christmas Carol. Cuando Pitufo Gruñón comporta mal a todo el mundo y se niega a celebrar la Navidad, los Pitufos de Navidad Pasado, Presente y Futuro vienen a enseñarle como apreciar la Navidad.

## Trama
En una mañana de Navidad, los Pitufos se preparan para su fiesta de Navidad. Pitufo Fortachón y Pitufo Carpintero cortó un árbol de Navidad, y por la noche de Navidad, todos ellos terminar y empezar a celebrar. Pero Pitufo Gruñón se niega a unirse a la fiesta, expresando su odio hacia la Navidad. Después de la fiesta, todos los Pitufos ir a la cama y recibir un regalo de Papá Pitufo - un sombrero Pitufo hechos a mano por él. Gruñón despierta para encontrar un presente delante de su puerta. Lo abre y encuentra un sombrero Pitufo, pero no el que él había esperado - un ala delta. Gruñón grita en la parte superior de sus pulmones: "Odio la Navidad". Posteriormente, él ve todo a su alrededor se convierten en animación, y se encuentra animado también.
De repente, ve aparecer un ángel, que parece ser Pitufina. Ella le explica que es la pitufa de Navidad pasada para darle una lección sobre la apreciación de la Navidad. Ella le muestra a un joven "Pitufo" recibiendo un regalo, que es un sombrero de Pitufo, y lo feliz que era el Pitufo para conseguirlo. A continuación, el Pitufo de la navidades presentes,  que aparece como Pitufo Filósofo y muestra cómo se sentía sobre el regalo que había recibido. Él entonces le dice que para ser feliz en Navidad. A continuación, el Pitufo de las Navidades Futuras, que aparece como Pitufo Fortachon y muestra a Gruñón su futuro. Fortachón le dice que si no cambia sus caminos, todos los Pitufos vagarán en el bosque y fueron capturados por Gargamel. Entonces todo alrededor de él vuelve a su forma original, y los Pitufos ven y ve a Gruñón en el árbol de Navidad que adorna por poner adornos en ella. Le grita a los pitufos, "todo el mundo Feliz Navidad".

## Reparto
| Personaje                                         | Actor de voz Estados Unidos | Actor de doblaje México | Actor de doblaje España |
| ------------------------------------------------- | --------------------------- | ----------------------- | ----------------------- |
| Pitufo Gruñón                                     | George Lopez                | Enrique Cervantes       | Pablo Adán              |
| Papá Pitufo                                       | Jack Angel                  | Armando Réndiz          | Javier Franquelo        |
| Pitufina/ El Pitufo de las Navidades Pasadas      | Melissa Sturm               | Toni Rodríguez          | Ainhoa Martín           |
| Pitufo Fortachón/ El Pitufo de Navidades Futuras  | Gary Basaraba               | Óscar Flores            | Rafael Azcárraga        |
| Pitufo Filósofo/ El Pitufo de la Navidad Presente | Fred Armisen                | Héctor Emmanuel Gómez   | Rafa Romero             |
| Pitufo Tontín                                     | Anton Yelchin †             | Víctor Ugarte           | Adrián Viador           |
| Gargamel                                          | Hank Azaria                 | Germán Fabregat         | José Luis Angulo        |
| Azrael                                            | Frank Welker                | Frank Welker            |                         |

## Producción
Una Navidad con Los Pitufos entró en el desarrollo, en diciembre de 2010 y se completó en nueve meses. El corto fue animada por Sony Pictures Imageworks, que hizo el CGI, y por Duck Studios, que animación de la parte principal, a mano de la película. El CG son los mismos que en el película de 2011, mientras que la parte a mano sigue los diseños originales del creador Pitufos, Peyo, con la ayuda de algunos de los artistas que trabajaron en el lo mismo que la serie animada. el director del corto, Troy Quane, explicó que la secuencia de dibujado a mano "... nos da esa onírica momento donde él es aprender cosas de estos fantasmas y es "... un bonito guiño a la historia de los Pitufos como un cómic dibujado a mano.
Algunos de los actores originales de la película fueron reemplazados en el corto. Jack Ángel, que expresó varios personajes en la serie de televisión de 1980, sustituyó a Jonathan Winters como Papá Pitufo y Katy Perry, quien estaba ansioso por repetir su papel de Pitufina, fue reemplazada por Melissa Sturm, debido a conflictos de programación con su gira. 
Una Navidad con Los Pitufos fue estrenado 2 de diciembre de 2011, sólo en definición estándar, en DVD como parte de Los Pitufos de tres discos set regalo de vacaciones. Fue lanzado como un DVD independiente el 10 de septiembre de 2013.